# Анна Австрийская (1549—1580)
Анна Австрийская (исп. Ana de Austria; 2 ноября 1549, Дворец графов Бенавенте, Кастилия и Леон — 26 октября 1580, Бадахос, Эстремадура) — королева Испании и Португалии, четвёртая жена короля Филиппа II, дочь императора Священной Римской империи Максимилиана II и императрицы Марии Испанской, мать Филиппа III.

## Биография
Она была старшей дочерью императора Максимилиана II и его жены Марии Испанской, дочери императора Карла V. Первоначально она так же, как и третья жена Филиппа II Елизавета Валуа, предназначалась в жёны наследнику испанского престола Дону Карлосу, но он неожиданно умер 24 июля 1568 года. В том же году 3 октября умерла и Елизавета Валуа вследствие неудачных родов. Король Филипп II остался таким образом и без жены, и без наследника престола. В 1570 году Анна прибыла в Мадрид в сопровождении своих братьев Альбрехта и Венцеля, которые остались в Испании, чтобы получить образование при королевском дворе. 12 сентября 1570 года в Сеговии Филипп II женился на Анне. Она доводилась ему родной племянницей (её мать была родной сестрой короля Испании) и одновременно двоюродной племянницей (её отец был двоюродным братом короля) и была младше мужа на 22 года.
В 1571 году она родила первенца Фердинанда. Однако из пяти рождённых ею детей только четвёртый, Филипп, дожил до совершеннолетия и стал впоследствии королём Испании Филиппом III. В 1580 году Анна с мужем поехали в Португалию, чтобы заявить свои права на португальский престол после смерти короля Энрике, не оставившего после себя наследников. Они доехали до Бадахоса, где король серьёзно заболел гриппом. Ухаживая за мужем, Анна тоже заразилась гриппом и умерла в возрасте тридцати лет.

## Дети
- Фердинанд (1571—1578)
- Карлос Лоренсо (1573—1575)
- Диего (1575—1582)
- Филипп III (1578—1621) — король Испании[2]
- Мария (1580—1583)

## Анна Австрийская в изобразительном искусстве
В качестве зрителя на первом международном Мадридском шахматном турнире 1575 года, проведённом Филиппом II, её изобразил итальянский художник-академист Луиджи Муссини.

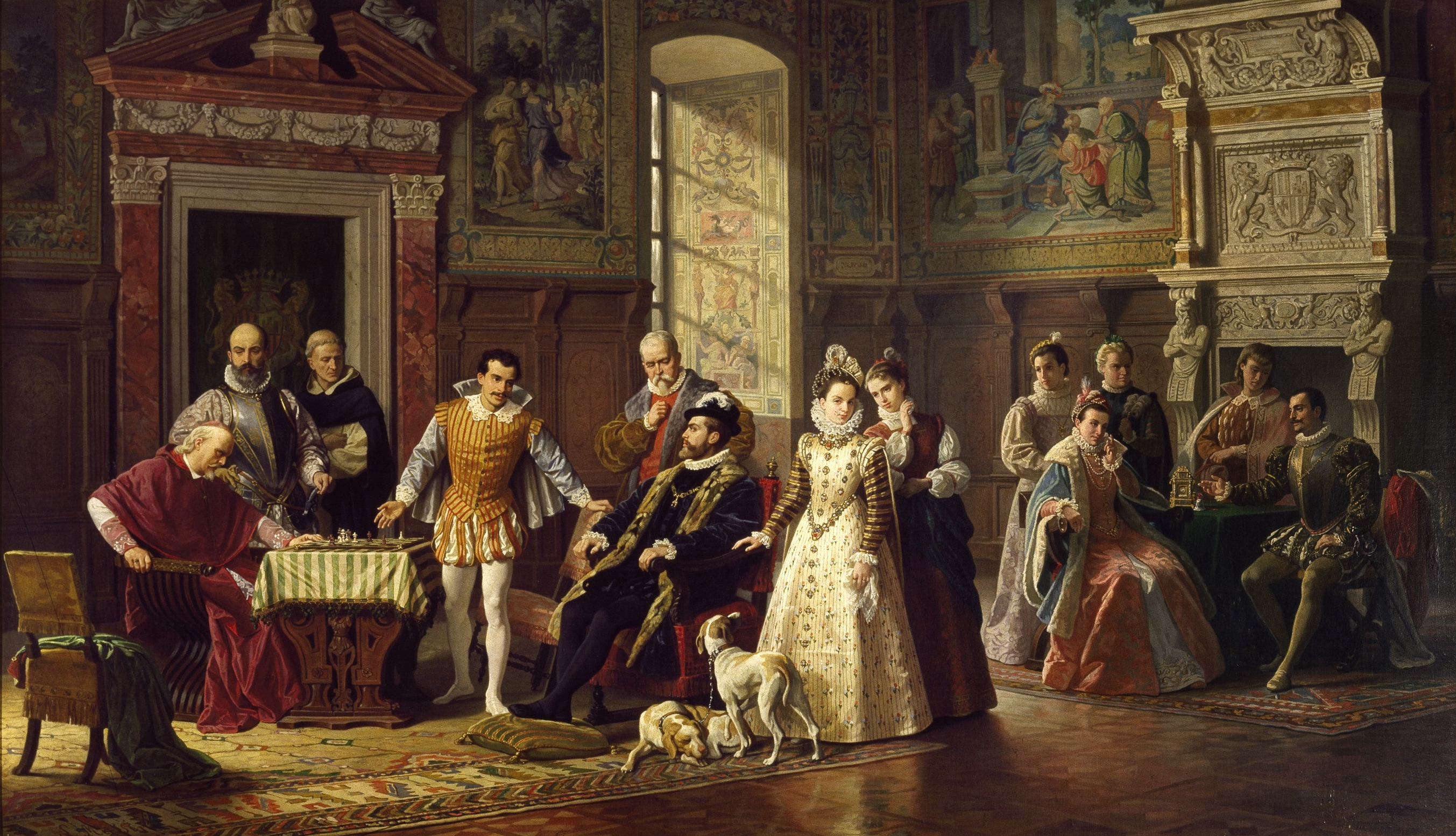
Луиджи Муссини. Шахматный турнир при дворе короля Испании, 1883. Анна изображена в правой группе, сидящей в кресле

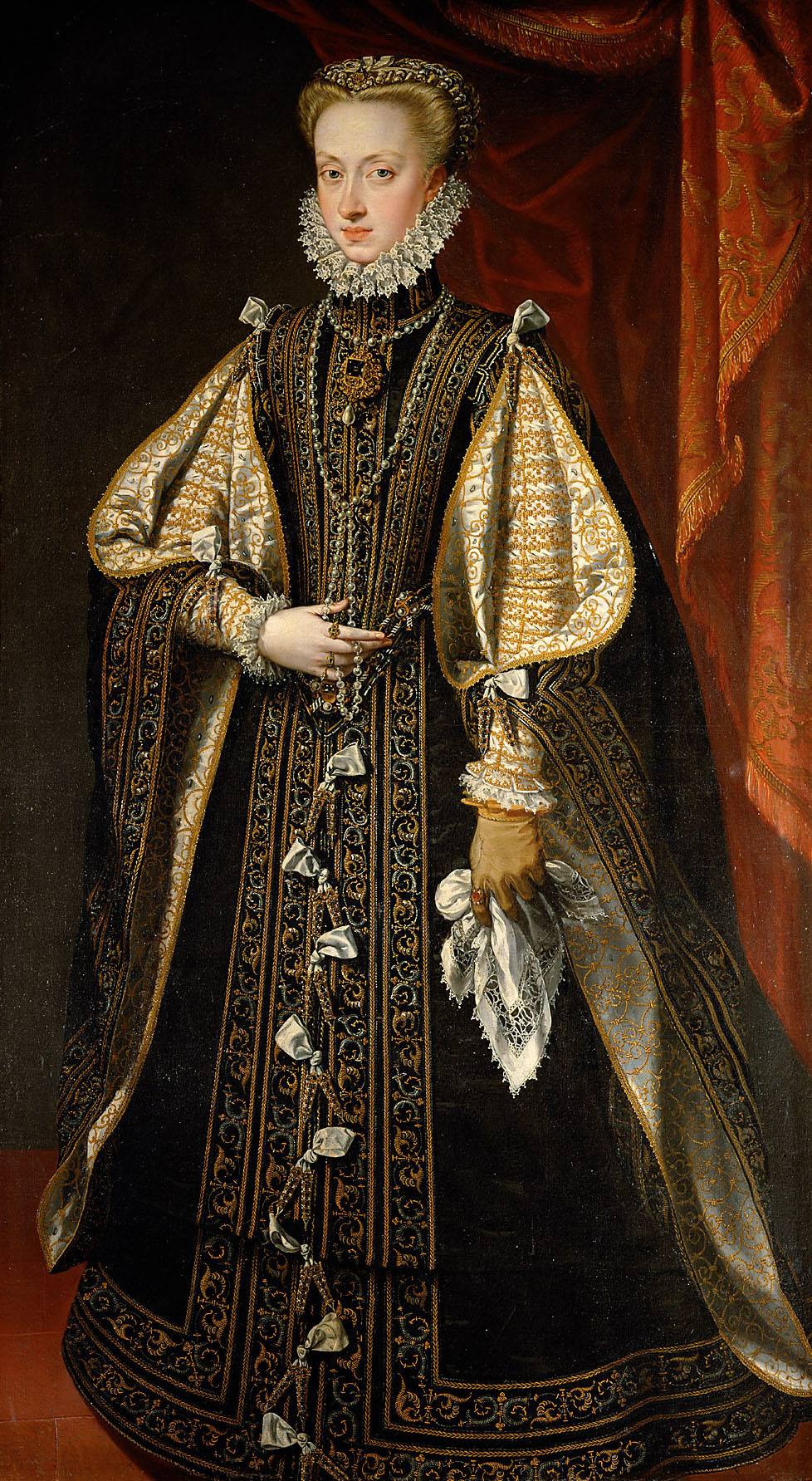
Анна Австрийская (1571). Портрет кисти А.С.Коэльо